# Mount Schank
Mount Schank är en utslocknad vulkan i Australien. Den ligger i kommunen Grant och delstaten South Australia, omkring 390 kilometer sydost om delstatshuvudstaden Adelaide. Toppen på Mount Schank är 104 meter över havet.
Närmaste större samhälle är Mount Gambier, omkring 14 kilometer norr om Mount Schank. 
Trakten runt Mount Schank består till största delen av jordbruksmark.